# Arrondissement de Nancy
L'arrondissement de Nancy est une division administrative française, située dans le département de Meurthe-et-Moselle et la région Grand Est.

## Composition

### Composition avant 2015
Liste des cantons de l'arrondissement de Nancy :
- canton de Dieulouard ;
- canton d'Haroué ;
- canton de Jarville-la-Malgrange ;
- canton de Laxou ;
- canton de Malzéville ;
- canton de Nancy-Est ;
- canton de Nancy-Nord ;
- canton de Nancy-Ouest ;
- canton de Nancy-Sud ;
- canton de Neuves-Maisons ;
- canton de Nomeny ;
- canton de Pompey ;
- canton de Pont-à-Mousson ;
- canton de Saint-Max ;
- canton de Saint-Nicolas-de-Port ;
- canton de Seichamps ;
- canton de Tomblaine ;
- canton de Vandœuvre-lès-Nancy-Est ;
- canton de Vandœuvre-lès-Nancy-Ouest ;
- canton de Vézelise.

### Découpage communal de 2015 à 2022
Depuis 2015, le nombre de communes des arrondissements varie chaque année soit du fait du redécoupage cantonal de 2014 qui a conduit à l'ajustement de périmètres de certains arrondissements, soit à la suite de la création de communes nouvelles. Le nombre de communes de l'arrondissement de Nancy reste quant à lui inchangé entre 2015 et 2022, égal à 188.

### Découpage communal depuis 2023
Par arrêté préfectoral du préfet de la région Grand Est du 9 décembre 2022, les limites des arrondissements de Meurthe-et-Moselle sont révisées. Le nombre de communes passe de 188 à 196.
Au 1er janvier 2024, l'arrondissement groupe les 196 communes suivantes :
1. Abaucourt
2. Affracourt
3. Agincourt
4. Amance
5. Armaucourt
6. Arraye-et-Han
7. Art-sur-Meurthe
8. Atton
9. Autreville-sur-Moselle
10. Autrey
11. Azelot
12. Bainville-aux-Miroirs
13. Bainville-sur-Madon
14. Belleau
15. Belleville
16. Benney
17. Bey-sur-Seille
18. Bezaumont
19. Blénod-lès-Pont-à-Mousson
20. Bouxières-aux-Chênes
21. Bouxières-aux-Dames
22. Bouxières-sous-Froidmont
23. Bouzanville
24. Bralleville
25. Bratte
26. Brin-sur-Seille
27. Buissoncourt
28. Burthecourt-aux-Chênes
29. Ceintrey
30. Cerville
31. Chaligny
32. Champenoux
33. Champey-sur-Moselle
34. Champigneulles
35. Chaouilley
36. Chavigny
37. Chenicourt
38. Clémery
39. Clérey-sur-Brenon
40. Coyviller
41. Crantenoy
42. Crévic
43. Custines
44. Diarville
45. Dieulouard
46. Dombasle-sur-Meurthe
47. Dommarie-Eulmont
48. Dommartemont
49. Dommartin-sous-Amance
50. Éply
51. Erbéviller-sur-Amezule
52. Essey-lès-Nancy
53. Étreval
54. Eulmont
55. Faulx
56. Ferrières
57. Flavigny-sur-Moselle
58. Fléville-devant-Nancy
59. Forcelles-Saint-Gorgon
60. Forcelles-sous-Gugney
61. Fraisnes-en-Saintois
62. Frolois
63. Frouard
64. Gellenoncourt
65. Gerbécourt-et-Haplemont
66. Germonville
67. Gézoncourt
68. Goviller
69. Gripport
70. Griscourt
71. Gugney
72. Hammeville
73. Haraucourt
74. Haroué
75. Heillecourt
76. Houdelmont
77. Houdemont
78. Houdreville
79. Housséville
80. Hudiviller
81. Jarville-la-Malgrange
82. Jeandelaincourt
83. Jevoncourt
84. Jezainville
85. Laître-sous-Amance
86. Lalœuf
87. Landremont
88. Laneuvelotte
89. Laneuveville-devant-Bayon
90. Laneuveville-devant-Nancy
91. Lanfroicourt
92. Laxou
93. Lay-Saint-Christophe
94. Lebeuville
95. Lemainville
96. Leménil-Mitry
97. Lenoncourt
98. Lesménils
99. Létricourt
100. Leyr
101. Liverdun
102. Loisy
103. Ludres
104. Lupcourt
105. Maidières
106. Mailly-sur-Seille
107. Maizières
108. Malleloy
109. Malzéville
110. Mangonville
111. Manoncourt-en-Vermois
112. Marbache
113. Maron
114. Marthemont
115. Martincourt
116. Maxéville
117. Mazerulles
118. Méréville
119. Messein
120. Millery
121. Moivrons
122. Moncel-sur-Seille
123. Montauville
124. Montenoy
125. Morville-sur-Seille
126. Mousson
127. Nancy
128. Neuves-Maisons
129. Neuviller-sur-Moselle
130. Nomeny
131. Norroy-lès-Pont-à-Mousson
132. Ognéville
133. Omelmont
134. Ormes-et-Ville
135. Pagny-sur-Moselle
136. Parey-Saint-Césaire
137. Phlin
138. Pierreville
139. Pompey
140. Pont-à-Mousson
141. Pont-Saint-Vincent
142. Port-sur-Seille
143. Praye
144. Pulligny
145. Pulnoy
146. Quevilloncourt
147. Raucourt
148. Réméréville
149. Richardménil
150. Rogéville
151. Rosières-aux-Salines
152. Rosières-en-Haye
153. Rouves
154. Roville-devant-Bayon
155. Saffais
156. Saint-Firmin
157. Sainte-Geneviève
158. Saint-Max
159. Saint-Nicolas-de-Port
160. Saint-Remimont
161. Saizerais
162. Saulxures-lès-Nancy
163. Saxon-Sion
164. Seichamps
165. Sexey-aux-Forges
166. Sivry
167. Sommerviller
168. Sornéville
169. Tantonville
170. Thélod
171. They-sous-Vaudemont
172. Thézey-Saint-Martin
173. Thorey-Lyautey
174. Tomblaine
175. Tonnoy
176. Vandières
177. Vandœuvre-lès-Nancy
178. Varangéville
179. Vaudémont
180. Vaudeville
181. Vaudigny
182. Velaine-sous-Amance
183. Vézelise
184. Ville-au-Val
185. Ville-en-Vermois
186. Villers-en-Haye
187. Villers-lès-Moivrons
188. Villers-lès-Nancy
189. Villers-sous-Prény
190. Viterne
191. Vitrey
192. Vittonville
193. Voinémont
194. Vroncourt
195. Xeuilley
196. Xirocourt

## Démographie
En 2022, l'arrondissement comptait 428 111 habitants.
| 1968    | 1975    | 1982    | 1990    | 1999    | 2006    | 2011    | 2016    | 2021    |
| ------- | ------- | ------- | ------- | ------- | ------- | ------- | ------- | ------- |
| 368 646 | 395 585 | 403 928 | 411 666 | 415 106 | 418 352 | 419 615 | 419 699 | 427 697 |

| 2022    | - | - | - | - | - | - | - | - |
| ------- | - | - | - | - | - | - | - | - |
| 428 111 | - | - | - | - | - | - | - | - |

## Histoire
La loi du 28 pluviôse an VIII (17 février 1800) et l'arrêté des consuls du 17 ventôse (8 mars) créèrent l'arrondissement de Nancy. Il fut formé par l'addition de quatorze cantons ayant appartenu au district éponyme, ainsi qu'à ceux de Château-Salins et de Pont-à-Mousson, à savoir : Nancy, Nancy extra-muros, Amance, Belleau, Custines, Frouard, Lenoncourt (au lieu de Buissoncourt), Lucy (au lieu de Morville-lez-Vic), Morville-sur-Seille, Nomeny, Pont-à-Mousson,
Pont-Saint-Vincent, Rosières-aux-Salines et Saint-Nicolas. Certains de ces cantons seront ensuite fusionnés par la loi du 8 pluviôse an IX (28 janvier 1801).
Le canton d'Haroué est transféré depuis l'arrondissement de Lunéville en 1821. Malgré cet apport, l'arrondissement ne comportait plus que huit cantons en 1860 : Haroué, Nancy-Est, Nancy-Nord, Nancy-Ouest, Nomeny, Pont-à-Mousson, Saint-Nicolas et Vézelise.
Du fait de la forte progression démographique : l'arrondissement comptait moins de 150 000 habitants en 1860 contre 420 000 habitants en 2009, certains cantons ont ensuite été plusieurs fois subdivisés.
Avant 1871, l'arrondissement faisait partie du département de la Meurthe.